# Deere & Company
Deere & Company – amerykańskie przedsiębiorstwo założone w roku 1837 przez Johna Deere’a, kowala z Grand Detour w stanie Illinois. Wszystkie produkty są sygnowane nazwą John Deere, która również stanowi synonim nazwy przedsiębiorstwa. Przedsiębiorstwo jest światowym liderem w technologii rolnej. Wśród innych produktów przedsiębiorstwa znajdują się maszyny dla leśnictwa, maszyny budowlane oraz sprzęt do trawy i ziemi, a od 2006 roku również systemy nawadniania w rolnictwie oraz dla krajobrazu i ogrodnictwa.
Inne marki grupy to Deere Power Systems (maszyny i silniki), Kemper (przystawki), SABO (spulchniarki i kosiarki do trawy) oraz Frontier (sprzęt do uprawy i pastwiska), PartsCountry i Vapor Matic (części zamienne dla innych producentów). Produkty John Deere posiadają charakterystyczne zielone i żółte kolory oraz logo skaczącego jelenia.

## Historia

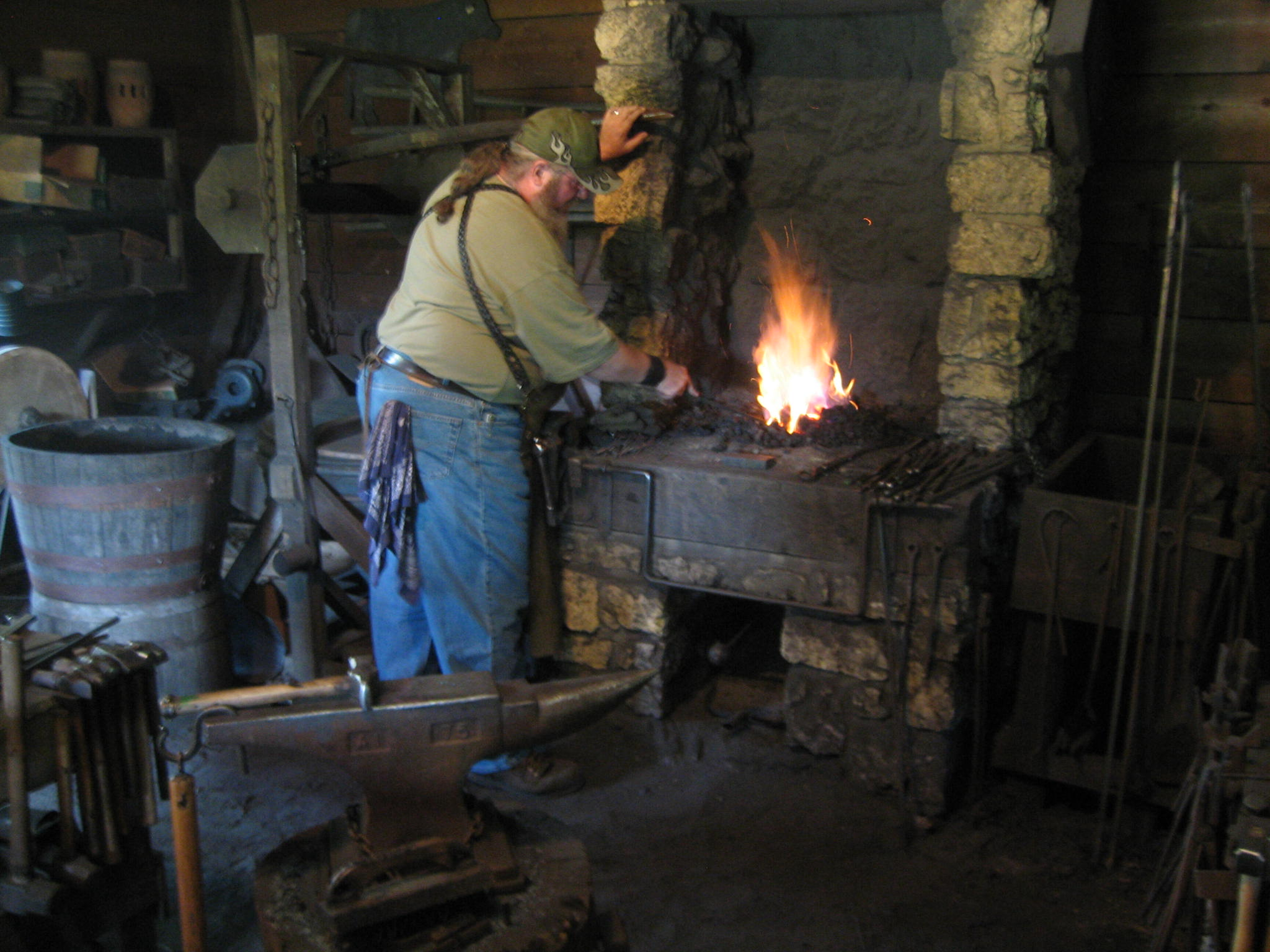
Kuźnia Johna Deere

W 1868 roku przedsiębiorstwo przybrało nazwę Deere & Company i ewoluowało z jednoosobowo prowadzonej kowalskiej kuźni do korporacji o światowym zasięgu. W latach 1956–1964 zyskała nowoczesną siedzibę, zaprojektowaną przez fińskiego architekta, Eero Saarinena. Dziś przedsiębiorstwo prowadzi działalność w ponad 130 krajach i zatrudnia blisko 47 000 pracowników. Jest to jedna z najstarszych firm przemysłowych w Stanach Zjednoczonych.
Pierwszym produktem firmy był samooczyszczający się pług, wynaleziony przez Johna Deere’a w 1837 roku. Innowacyjne rozwiązanie pozwoliło osadnikom na uprawę lepkiej, ciężkiej gleby amerykańskiej prerii i przekształcić ją w urodzajne pola uprawne.

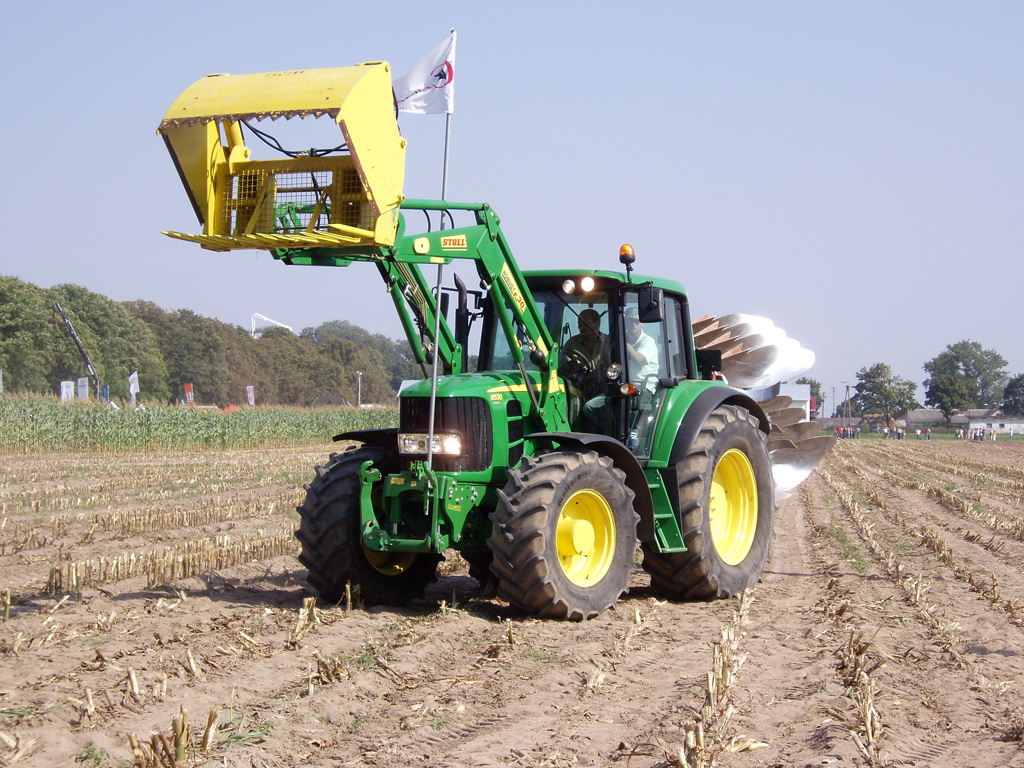
Ciągnik John Deere 6030

Po przejęciu Waterloo Gasoline Engine Company w 1918 roku przedsiębiorstwo wkroczyło na rynek ciągników rolniczych i w 1923 roku przedstawiło pierwszy ciągnik sygnowany nazwą John Deere Model D. W 1949 roku wyprodukowano pierwszy silnik John Deere do ciągnika Model R. W 1956 roku Deere & Company przejęło niemiecką firmę Heinrich Lanz AG, której główny zakład w Mannheim, produkował legendarny ciągnik rolniczy Lanz Bulldog. W 1960 roku Deere wprowadza do produkcji silniki serii 300, 400 i 500. W 1989 roku Deere kupuje firmę Funk Manufacturing Inc.
W 1992 roku w Mannheim i Waterloo zostały zaprezentowane ciągniki John Deere serii 6000 i 7000.
W 1993 roku Deere rozpoczął sprzedaż 8 modeli czeskiego producenta Zetor jako John Deere seria 2000 na rynkach Australii, Argentyny, Meksyku i Południowej Afryki.
17 stycznia 1994 roku John Deere rozpoczął sprzedaż silników DPS z Saran francuskiej firmie Renault Agriculture w zamian za francuskie ciągniki Renault Ceres wyposażone w silniki Deere Power Systems jako John Deere seria 3000.
W 1996 roku do sprzedaży trafiły niskowyposażone modele ciągników serii 6000: 6200 SE i 6400 SE. Podpisano również umowę z Carraro na produkcję serii 5000 w Rovigo.
W 1997 roku została zaprezentowana seria 6010 wyposażona w 4,5L i 6,8L silniki PowerTech. W lutym 1997 roku, Deere & Company nabywa za
około $ 35 milionów dolarów aktywa niemieckiej firmy Maschinenfabrik Kemper GmbH z siedzibą w Stadtlohn specjalizującej się w produkcji przystawek do zbioru kukurydzy sieczkarniami samojezdnymi. W tym samym roku nabywa holenderską fabrykę Machinenfabriek Gebr. Douven BV z siedzibą w Horst produkującą opryskiwacze. W 1998 roku została wybudowana fabryka w Torreon w Meksyku produkująca silniki DPS na rynek Ameryki Północnej. W 2003 roku w Mannheim została wprowadzona do produkcji seria 5020.
W 2017 Deere & Co. roku zakupił niemieckiego producenta sprzętu do budowy dróg Wirtgen za 4,6 mld euro, stając się światowym liderem również w tej branży. Wirtgen zatrudnia około 7,5 tys. osób w ponad 100 krajach. W 2016 roku obroty niemieckiej firmy sięgnęły 2,53 mld euro.

## Deere & Company obecnie

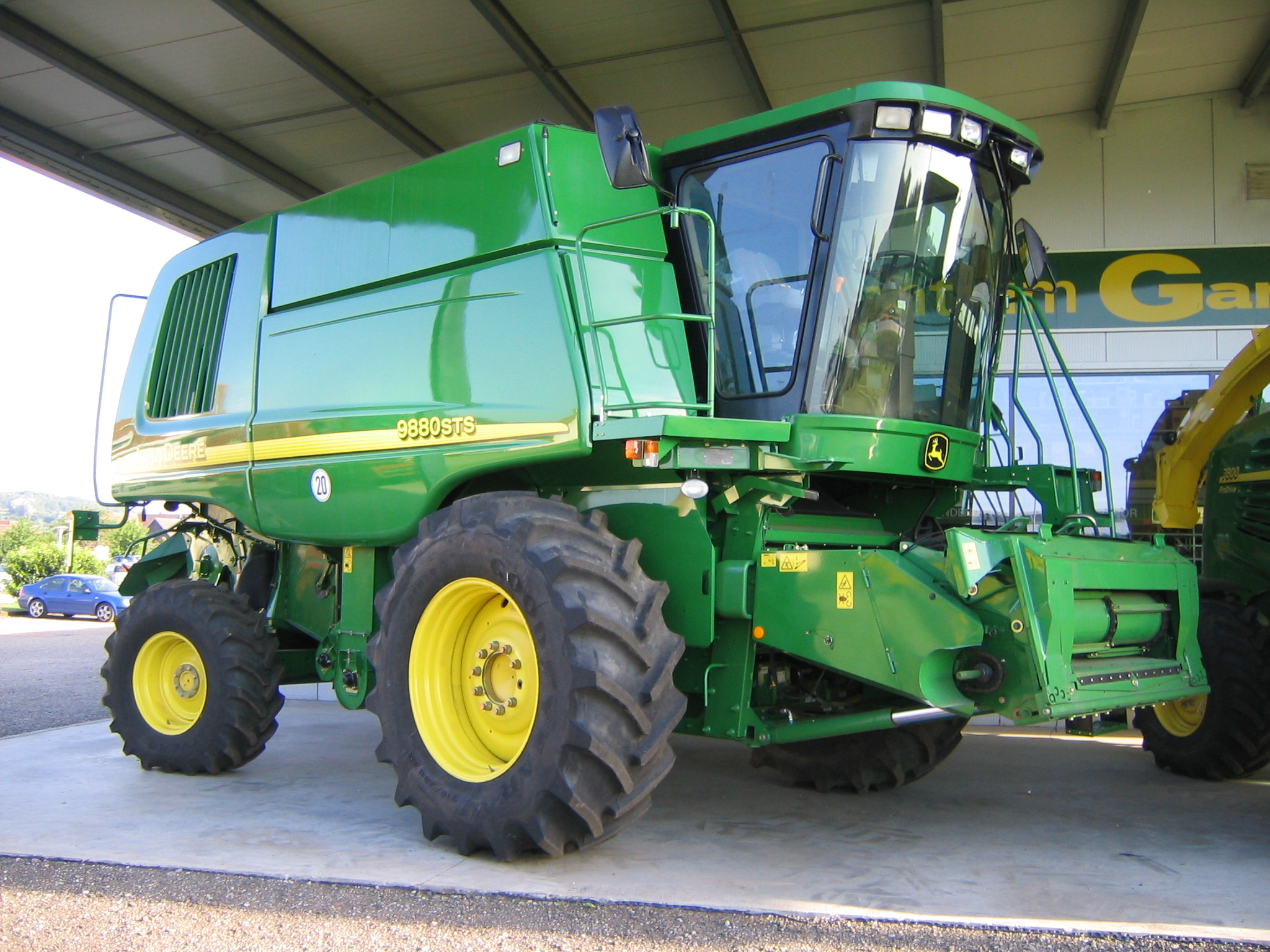
Kombajn zbożowy John Deere 9880STS

W 2006 roku Deere & Company zatrudniało około 47 000 pracowników w 27 krajach na całym świecie, w tym w Stanach Zjednoczonych, Australii, Turcji, Kanadzie, Wielkiej Brytanii, Chinach, Francji, Niemczech, Hiszpanii, Włoszech, Indiach, Polsce i Meksyku.
Od listopada 2019 roku dyrektorem generalnym oraz przewodniczącym Rady dyrektorów Deere & Company jest John C. May, który dołączył do firmy John Deere w 1997 roku, jako konsultant ds. zarządzania w KPMG Peat Marwick.
Firma Deere & Company oferuje w portfolio ponad 25 marek, jak: Wirtgen, Hagie, PLA, Mazzotti, Monosem, A&I Products, Blue River Technology, Harvest Profit, Bear Flag Robotics, Kriesel Electric.